# Warwick (Dakota del Nord)
Warwick és una població dels Estats Units a l'estat de Dakota del Nord. Segons el cens del 2000 tenia 75 habitants.

## Demografia
Segons el cens del 2000, Warwick tenia 75 habitants, 34 habitatges, i 21 famílies. La densitat de població era de 43,9 hab./km².
Dels 34 habitatges en un 20,6% hi vivien nens de menys de 18 anys, en un 44,1% hi vivien parelles casades, en un 14,7% dones solteres, i en un 35,3% no eren unitats familiars. En el 35,3% dels habitatges hi vivien persones soles el 14,7% de les quals corresponia a persones de 65 anys o més que vivien soles. El nombre mitjà de persones vivint en cada habitatge era de 2,21 i el nombre mitjà de persones que vivien en cada família era de 2,68.
Per edats la població es repartia de la següent manera: un 26,7% tenia menys de 18 anys, un 2,7% entre 18 i 24, un 22,7% entre 25 i 44, un 32% de 45 a 60 i un 16% 65 anys o més.
L'edat mediana era de 41 anys. Per cada 100 dones de 18 o més anys hi havia 96,4 homes.
La renda mediana per habitatge era de 10.625 $ i la renda mediana per família de 29.167 $. Els homes tenien una renda mediana de 26.563 $ mentre que les dones 23.750 $. La renda per capita de la població era de 10.783 $. Entorn del 41,7% de les famílies i el 44% de la població estaven per davall del llindar de pobresa.

## Poblacions més properes
El següent diagrama mostra les poblacions més properes.